# Henniker (condado de Merrimack)
Henniker es un lugar designado por el censo ubicado en el condado de Merrimack en el estado estadounidense de Nuevo Hampshire. En el Censo de 2010 tenía una población de 1.747 habitantes y una densidad poblacional de 476,36 personas por km².

## Geografía
Henniker se encuentra ubicado en las coordenadas 43°10′54″N 71°49′8″O / 43.18167, -71.81889. Según la Oficina del Censo de los Estados Unidos, Henniker tiene una superficie total de 3.67 km², de la cual 3.67 km² corresponden a tierra firme y (0%) 0 km² es agua.

## Demografía
Según el censo de 2010, había 1.747 personas residiendo en Henniker. La densidad de población era de 476,36 hab./km². De los 1.747 habitantes, Henniker estaba compuesto por el 92.96% blancos, el 2.92% eran afroamericanos, el 0.29% eran amerindios, el 1.72% eran asiáticos, el 0% eran isleños del Pacífico, el 0.8% eran de otras razas y el 1.32% pertenecían a dos o más razas. Del total de la población el 2.58% eran hispanos o latinos de cualquier raza.